# RPG-43
Die RPG-43 (Abk. für: ручная противотанковая граната; Panzerabwehrhandgranate) war eine sowjetische Panzerabwehrhandgranate im Zweiten Weltkrieg. Sie wurde Anfang 1943 eingeführt, hatte einen Aufschlagzünder und funktionierte nach dem Hohlladungs-Prinzip.

## Beschreibung

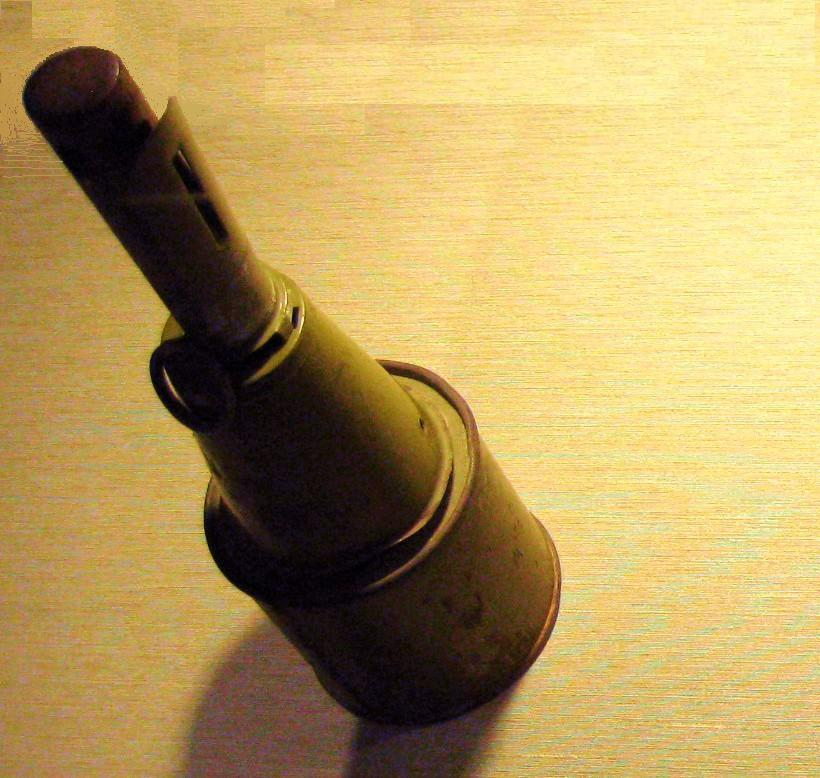
RPG-43

Die Granate wurde gegen die Deckpanzerung der Panzer eingesetzt. Der Auftreffwinkel auf die Panzerung musste 90° betragen, dazu diente eine unter Federspannung stehende Blechkappe am Stiel, die nach dem Werfen ausgestoßen wurde und die Flugbahn stabilisierte. Mit einer Durchschlagsleistung von 75 mm Panzerstahl konnte die RPG-43 alle zeitgenössischen Panzertypen zerstören. Die mittlere Wurfentfernung wurde mit 20 bis 25 m angegeben, der Radius der Splitterwirkung auch mit 20 m.
Die RPG-43 war der Nachfolger der RPG-40 und wurde später durch die RPG-6 abgelöst. Das deutsche Gegenstück war die im selben Zeitraum eingeführte Panzerwurfmine.